# 圣路易斯 (科罗拉多州)
圣路易斯（英語：San Luis），是美国科罗拉多州科斯蒂亚县下属的一座城市。建市于1905年2月27日，面积大约为0.559平方英里（1.449平方公里）。根据2010年美国人口普查，该市有人口629人。2011年估计该市有人口653人，相比2010年人口增长率为3.82%。同时，论人口该市是科罗拉多州第178大城市。